# ماسيمو كاريرا
ماسيمو كاريرا (بالإيطالية: Massimo Carrera)‏ (23 أبريل 1964 إيطاليا - ) هو لاعب كرة قدم إيطالي، يلعب كمدافع.

## مسيرته الكروية
لعب ماسيمو كاريرا خلال مسيرته الاحترافية مع 8 أندية في ثلاثة وعشرون موسمًا وسجل خلالها 17 هدفًا ضمن 614 مباراة. حيث فاز في موسم واحد بالكأس وفي موسم واحد بالدوري.
خاض ماسيمو كاريرا مسيرته مع برو سيستو 1913 في موسم 1982–83 ولمدة موسمين، مشاركًا في 58 مباراة سجل خلالها 9 أهداف. ثم انتقل إلى نادي ألساندريا في موسم 1984–85 لمدة موسم واحد، حيث شارك في 31 مباراة ولم يسجل أي هدف. لينتقل بعدها إلى نادي بيسكارا في موسم 1985–86 لمدة موسم واحد، مشاركًا في 19 مباراة سجل خلالها هدفًا واحدًا. ثم انتقل إلى نادي باري في موسم 1986–87 ليلعب معه خمسة مواسم، مشاركًا في 156 مباراة سجل خلالها 4 أهداف. هذا وانتقل لاحقًا إلى نادي يوفنتوس في موسم 1991–92 ليلعب معه خمسة مواسم، مشاركًا في 112 مباراة ولم يسجل أي هدف. ثم انتقل بعدها إلى نادي أتالانتا في موسم 1996–97 ليلعب معه سبعة مواسم، مشاركًا في 200 مباراة سجل خلالها هدفين. ليعود وينتقل من جديد، لكن هذه المرة إلى نادي نابولي في موسم 2003–04 لمدة موسم واحد، مشاركًا في 26 مباراة سجل خلالها هدفًا واحدًا. لينتقل بعدها إلى نادي تريفيزو في موسم 2004–05 لمدة موسم واحد، مشاركًا في 12 مباراة ولم يسجل أي هدف.

## وصلات خارجية
- ماسيمو كاريرا على موقع IMDb (الإنجليزية)
- ماسيمو كاريرا على موقع ميوزك برينز (الإنجليزية)

ماسيمو كاريرا على موقع قاعدة بيانات كرة القدم.إي يو (الإنجليزية)
- ماسيمو كاريرا على موقع ناشيونال فوتبول تيمز (الإنجليزية)
- ماسيمو كاريرا على موقع عالم كرة القدم.نت (الإنجليزية)